# التذكرة الصعبة إلى هاواي
التذكرة الصعبة إلى هاواي (بالإنجليزية: Hard Ticket to Hawaii)‏،هو فيلم إثارة وقتال أمريكي صدر عام 1987م، وتم تصويره في هاواي.